# Poloktaeder
Poloktaeder (ali hemioktaeder) je abstraktni pravilni polieder, ki ima samo polovico stranskih ploskev pravilnega oktaedra.
Ima 4 trikotne stranske ploskve, 6 robov in tri oglišča. Njegov dualni polieder je polkocka.
Lahko ga gledamo tudi kot kvadratno piramido brez osnovnic. Lahko ga realiziramo kot projektivni polieder, kar je teselacija realne projektivne ravnine s štirimi trikotniki. Lahko jih tudi prikažemo s konstrukcijo projektivne ravnine kot poloble kjer so nasprotne točke na meji povezane in delijo polkroglo v štiri enake dele.
Ima tudi nenavadno lastnost, da sta dva različna roba med vsakima paroma oglišč. Po dve oglišči določata dvokotnik.